# OSS 77 - Operazione fior di loto
OSS 77 - Operazione fior di loto è un film del 1965 diretto da Bruno Paolinelli.

## Trama
Uno scienziato cinese prende un aereo per gli Stati Uniti d'America per avvisare che la Cina ha la bomba atomica. Durante il viaggio l'aereo viene però intercettato dai servizi segreti e abbattuto, cadendo sull'Italia. Lo scienziato, che si è salvato, viene portato successivamente a destinazione da un agente segreto, ma con molte difficoltà.